# 支那亡国二百四十二周年纪念会
支那亡国二百四十二周年纪念会，简称支那亡国纪念会、亡国纪念会，是由章太炎、冯自由等人于1902年在日本组织的明亡悼念活动，革命党人借凭吊明朝灭亡的惨事，号召海内外汉族继承明末抗清的遗志，宣传“革命排满”颠覆清政府的政治主张。纪念活动原定于东京举办，但受到日本政府阻挠没有正式成会，在孙中山组织下到会人员到横滨补办纪念仪式。纪念活动的《宣言书》经由香港的《中国日报》发表，在中国国内革命派和海外留学生中引起了极大反响。

## 发起
章太炎流亡日本后，和住在日本早稻田大学附近的冯自由等人以湖南人周宏业宅邸为据点，长期商议如何宣传排满革命的主张，至3月初章太炎提出来“欲鼓吹种族革命，非先振起世人之历史观念”，时下临近崇祯殉国的纪念日，应该举办大规模的纪念活动在留学生群体中扩大影响力，获得了在场十人的赞许，当即推举章太炎任起草宣言书。宣言书书毕旋即由香港的《中国日报》发表，获得了海内外革命党人和中国留学生群体的关注，激励许多反清人士创办革命刊物、组织革命会党。
最初，章太炎等人认为明亡之后无中华，因此将明崇祯帝自缢殉国的1644年4月25日（农历三月十九）作为明亡的纪念日，因此决定在4月26日举办纪念会，但纪念会名称中的“242年”则计自南明桂王政权灭亡的1661年。冯自由在《中华民国开国前革命史》则以自己保存的《支那亡国二百四十二年纪念会启》“印刷旧稿”和纪念崇祯自缢的初衷认定会期为4月26日，有许多书籍从此说。但根据章太炎和日本政府保存的《支那亡国二百四十二年纪念会启》，该会日期初定于1902年的4月27日，另有日本外务省送交大浦警视总监要求禁止开会的函件称：“四月二十七日，不稳之清国学生十数名发起者，拟于上野精养轩召开亡国二百四十二年纪念会，不断诱引学生。”冯自由虽然已经知道“印刷初稿”与所求章太炎稿之间有出入，但认为章太炎手稿有做改动，“究以不失本真为善”。
根据章太炎手稿，纪念会为长期举办的定期活动，分别于每年公历的4月和9月举办，但凡汉人均可与会，日本人如果赞成本会则以宾客礼遇；纪念会的组织本部在东京牛込区天神町六十五番地，实际举办地定在东京上野精养轩，主办方会前7日发函照会，确定邀请人员是否与会。根据手迹，发起人为“支那遗民”章炳麟、秦鼎彝、周宏业、唐蟒、马同、冯懋龙、王熊、冯斯栾、李群、朱愕（一作朱愣、朱菱溪）十人。。另据冯自由，还有陈犹龙参与其中，其称原有数十人参与发起联署，后有人反悔退出，因此仅余十人。前述人物中周宏业、王维沈分别系湖南、浙江官费留学生，如果清政府知晓从事反清活动则会停发学费及生活补贴，因此不得不分别化名周逵、王熊参与。

## 查禁与补办
根据冯自由描述，章太炎将宣言書郵寄橫濱《清議報》，邀请孙中山和梁启超作为会议的赞成人，并委托两人代为宣传，两人俱复函赞成，但梁启超中途希望隐去自己名字，因此依照请求取消其赞成人名义。冯自由在《革命逸史》中称时任清廷驻日本公使蔡钧手持此会宣言书亲访日本外务省施压，而日本方面的记录显示蔡钧找到日本参谋本部情报官福岛安正，借由福岛安正向日本外务省施压，由于纪念会召开在即，外务省在4月23日紧急致函警视总监大浦兼武要求阻止，牛込区警署则在24日传唤了章太炎等十人要求停止举办纪念会，以免“大伤帝国与清国之邦交”。章太炎等人在面对警方质询时一应表示自己不是清朝人，而是支那遗民，在警方反复劝阻之后无言而退。
虽然纪念活动已经被警方取缔，但仍有人如期与会。程家柽、汪荣宝等留学生数百人于会期当日前来与会，结果日本警察把守上野公园各处，宣告奉警视总监令禁止中国人在此开会。同日孙中山率领10多名华侨由横滨赶来，得知了纪念会无法举办，于是改为精养轩聚餐掩人耳目，下午邀请章太炎等人到横滨永乐楼开会补办纪念仪式，纪念活动由孙中山主持，章太炎宣读纪念词，与会者达60多人，后来纪念活动还获得了香港革命党人的效仿。